# Новый Путь (Саратовская область)
Но́вый Путь — посёлок в Питерском районе Саратовской области. Входит в состав Новотульского муниципального образования.

## География
Посёлок находится на расстоянии примерно 17 км (по прямой) к северу от села Питерка, административного центра района.

### Часовой пояс
Посёлок Новый Путь, как и вся Саратовская область, находится в часовой зоне МСК+1. Смещение применяемого времени относительно UTC составляет +4:00.

## Население
| 2010 |
| ---- |
| 2    |

### Национальный состав
Согласно результатам переписи 2002 года, в национальной структуре населения казахи составляли 100 % из 4 чел.